# Les Bons
Les Bons és un nucli de població del Principat d'Andorra situat a la parròquia d'Encamp. L'any 2009 tenia 1.181 habitants.
S'hi troba l'església de Sant Romà, així com el Castell de les Bons.